# Adam Pelech
Adam Pelech (Toronto, Ontario, 16 de agosto de 1994) es un jugador profesional canadiense de hockey sobre hielo que se desempeña en la posición de defensor izquierdo en New York Islanders, equipo de la National Hockey League (NHL).

## Carrera
Fue seleccionado en la tercera ronda en la NHL Entry Draft de 2012. En 2015 hizo su debut profesional con el equipo New York Islanders, donde lleva jugando nueve temporadas.